# Sally Hawkins
Sally Cecilia Hawkins(Dulwich, Londres, Inglaterra, 27 de abril de 1976) es una actriz británica.En 2002 hizo su debut cinematográfico en All or Nothing de Mike Leigh. Continuó trabajando con Leigh, apareciendo en un papel secundario en El secreto de Vera Drake (2004) y protagonizando Happy-Go-Lucky (2008), actuación por la que fue aclamada y acreedora al Globo de Oro por mejor actriz de comedia o musical y el Oso de Plata a la mejor actriz.
Hawkins apareció en dos películas de Woody Allen, El sueño de Casandra (2007) y Blue Jasmine (2013); por esta última recibió nominaciones como actriz de reparto al Óscar, Globo de Oro, BAFTA, entre otros. Ha protagonizado Made in Dagenham (2010), Paddington (2014), Maudie, el color de la vida  (2016) y Paddington 2 (2017). Hawkins participó en la película de fantasía La forma del agua (2017) interpretando a Elisa Esposito y obtuvo el aplauso de la crítica junto con nominaciones para los premios Óscar, Globos de Oro, SAG, Critic Choice y BAFTA a la mejor actriz.
Hawkins comenzó su carrera como actriz de teatro apareciendo en producciones como Romeo y Julieta, interpretando a Julieta, Mucho ruido y pocas nueces y El sueño de una noche de verano . Apareció en producciones teatrales en el Royal Court Theatre de Londres, y en 2010 hizo su debut en Broadway en La profesión de la señora Warren. En 2012, protagonizó Constelaciones. Ha aparecido en las adaptaciones de la BBC de Tipping the Velvet (2002) como Zena Blake, y en Fingersmith (2005) como Sue Trinder. También apareció como Anne Elliot en Persuasión (2007),  adaptación de la novela de Jane Austen. 
Es considerada una de las mejores actrices del cine británico en la actualidad.

## Biografía
Hawkins nació el 27 de abril de 1976 en Dulwich y se crio en Blackheath, la hija de Jacqui y Colin Hawkins, autores e ilustradores de libros para niños. Sus padres tienen ascendencia católica irlandesa. Tiene un hermano mayor, Finbar Hawkins, un productor y diseñador gráfico. Hawkins se interesó por primera vez en la actuación a la edad de tres años cuando asistió al circo. Tenía la intención de entrar en la comedia, pero terminó haciendo obras de teatro. Hawkins asistió a la Escuela para Niñas de James Allen en Dulwich, y en 1998 se graduó de la Real Academia de Arte Dramático  (RADA).

## Carrera
Hawkins comenzó su carrera principalmente como actriz de teatro en producciones como Muerte accidental de un anarquista, Romeo y Julieta, El jardín de los cerezos, Mucho ruido y pocas nueces (2000), El sueño de una noche de verano (2000), Misconceptions (2001) y Country Music (2004), también en la adaptación de David Hare de La casa de Bernarda Alba, de Federico García Lorca, en el Royal National Theatre (2005). Asimismo tuvo pequeñas participaciones en series de televisión como Casualty y Doctors. En 1998, cuando todavía era un estudiante, Hawkins fue seleccionada para participar como extra en Star Wars: Episodio I - La amenaza fantasma.
Hizo su primera actuación en la pantalla grande de forma notable como Samantha en la película de Mike Leigh, All or Nothing. Esta sería la primera de las tres veces que Hawkins y Leigh trabajarían juntos; la segunda fue la película de 2004 El secreto de Vera Drake. Apareció como Slasher en la película de acción Layer Cake en 2004. Su primer papel importante en la televisión llegó en 2005, cuando interpretó a Susan Trinder en la serie nominada para los BAFTA Fingersmith, una adaptación de la novela homónima de Sarah Waters, que coprotagonizó junto a Imelda Staunton (como había hecho en Vera Drake) y Elaine Cassidy. Después protagonizó otra adaptación de la BBC, Veinte mil calles bajo el cielo, de Patrick Hamilton. Entre 2003 y 2005 Hawkins apareció en cuatro episodios de la serie cómica de la BBC Little Britain.

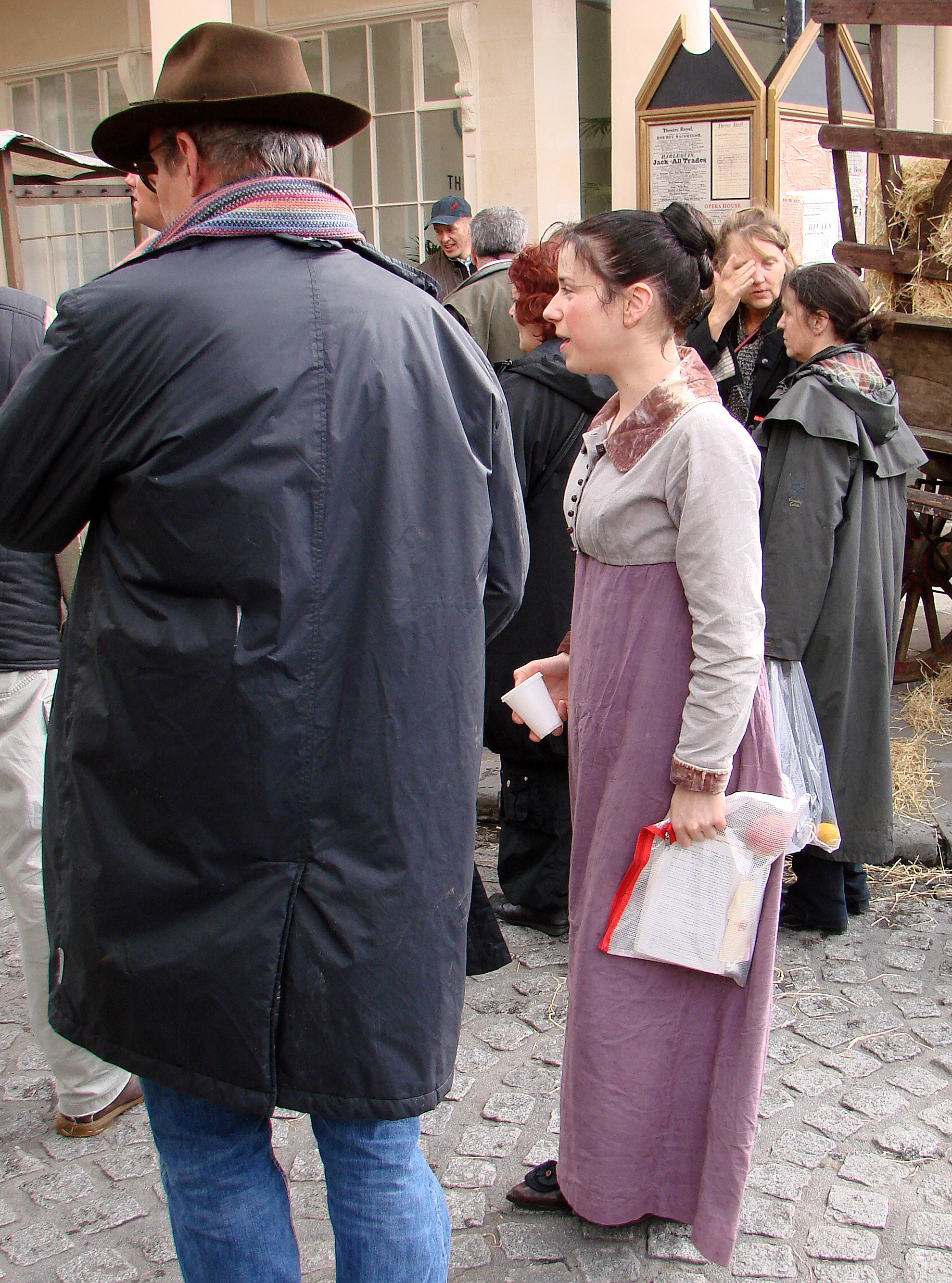
Hawkins en Bath, Somerset en el rodaje de Persuasión (2007)

También ha puesto la voz en numerosas series de radio como Concrete Cow, de la que también fue guionista, Ed Reardon's Week, Think the Unthinkable, Cash Cows, War with the Newts y The Party Line. En 2006, Hawkins regresó a los escenarios, presentándose en el Royal Court Theatre con The Winterling, de Jez Butterworth. Durante 2006 también hizo apariciones sin acreditar en Man to Man with Dean Learner, de Richard Ayoade, en escenas eliminadas que se incluyeron en el DVD de la serie. Ayoade dirigiría posteriormente a Hawkins en dos de sus películas, Submarine (2010) y The Double (2013).
En 2007 interpretó el papel de Anne Elliot en la película para televisión Persuasión, basada en la obra de Jane Austen. Su interpretación fue bien recibida por la crítica y obtuvo una Ninfa de Oro en el Festival de Televisión de Montecarlo. También tuvo un papel secundario en la película de Woody Allen El sueño de Casandra, protagonizada por Colin Farrell y Ewan McGregor. En 2008, Hawkins se reunió con Leigh por tercera vez en la película de comedia-drama Happy-Go-Lucky, interpretando a Poppy Cross, una bondadosa maestra de escuela primaria. La actuación de Hawkins fue aclamada por la crítica y ganadora del Globo de Oro mejor actriz de comedia o musical y el Oso de Plata a la Mejor Actriz. 
En el Festival Internacional de Cine de Toronto, de 2010, se proyectaron tres películas protagonizadas por Hawkins: Made in Dagenham,Submarine y Nunca me abandones. Las tres recibieron críticas positivas y las actuaciones de Hawkins fueron elogiadas. En octubre de 2010, apareció en Broadway como Vivie en La profesión de la señora Warren en el American Airlines Theatre. En 2011, Hawkins tuvo un papel secundario en la adaptación cinematográfica de Jane Eyre y protagonizó la comedia romántica Love Birds. En 2012, coprotagonizó junto a Rafe Spall la obra Constelaciones de Nick Payne, en el Royal Court Theatre y después en el Duke of York's Theatre. La obra recibió críticas positivas y ganó el premio a la mejor obra de teatro en los Premios de Teatro Evening Standard. Ese mismo año tuvo un papel pequeño como la Sra. Joe en la adaptación al cine de  Grandes esperanzas. 
En 2013, Hawkins participó por segunda vez con Woody Allen protagonizando junto a Cate Blanchett, la aclamada película Blue Jasmine, un papel por el que recibió su primera nominación al Óscar como Mejor actriz de reparto, así como reconocimientos de los Globos de Oro, BAFTA, entre otros reconocimientos. El mismo año protagonizó All Is Bright, junto a Paul Giamatti y Paul Rudd y tuvo una pequeña aparición como recepcionista en la película de Richard Ayoade The Double. En 2014, Hawkins apareció en Godzilla, como la Dra. Vivienne Graham, una científica que ayuda al Dr. Ishiro Serizawa, interpretado por Ken Watanabe. También coprotagonizó junto a John Hawkes y Michael Cera  el piloto de televisión de Charlie Kaufman How and Why. Al piloto no se le dio una orden de serie.

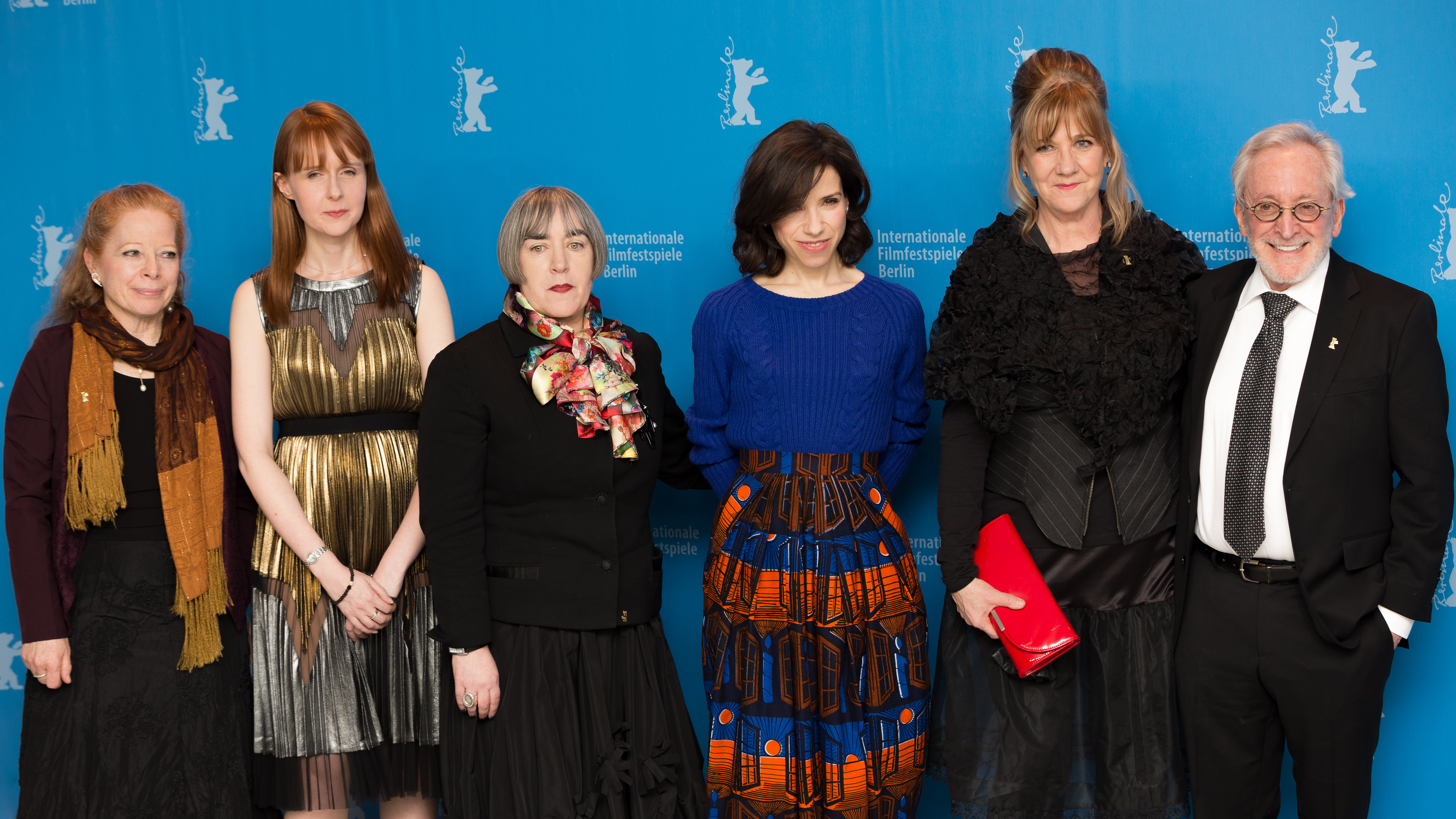
Hawkins con el equipo de la película Maudie, en el Festival Internacional de Cine de Berlín de 2017.

Hawkins interpretó a la madre de Asa Butterfield en la película dramática X+Y, que se estrenó en el Festival Internacional de Cine de Toronto de 2014. En noviembre de 2014 interpretó a la Sra. Brown en Paddington. La película está basada en los libros infantiles de Michael Bond, donde Paddington migra de las junglas del Perú a las calles de Londres, en donde es adoptado por la familia Brown. En 2017, Hawkins volvió a la secuela con su papel de Sra. Brown en Paddington 2, la cual sostiene un 100% de calificación en Rotten Tomatoes, convirtiéndose en la película con mejores críticas del sitio. Ese mismo año protagonizó Maudie, el color de la vida, en donde interpretó a la pintora canadiense, Maud Lewis. Su actuación fue elogiada por los críticos y ganó el premio a mejor actriz en los Canadian Screen Awards. 
Ese mismo año protagonizó la película de Guillermo del Toro, La forma del agua, por la que fue aclamada por la crítica y recibió su segunda nominación al Óscar, en esta ocasión como mejor actriz, al igual que nominaciones al Globo de Oro, SAG, Critic Choice, BAFTA, entre otros. Por su participación en Paddington 2, Maudie y La forma del agua, recibió el premio a la actriz británica del año del London Film Critics Circle. 
En 2018, Hawkins protagonizó Eternal Beauty, película dirigida por su coprotagonista en Submarine y Jane Eyre, Craig Roberts. En 2019 regresaró a la pantalla grande en Godzilla: King of the Monsters.

## Actuaciones

### Teatro
- 1998: Accidental Death of an Anarchist.
- 1998: Julieta en Romeo and Juliet - Teatro Real de York.
- 1999: Leah'le en The Dybbuk - Centro de Arte Battersea.
- 1999: Anya en The Cherry Orchard.
- 2000: Hermia en A Midsummer Night's Dream.
- 2001: Zoe en Misconceptions.
- 2004: Lyndsey Sargeant en Country Music.
- 2005: Adela en The House of Bernarda Alba - Royal National Theatre.
- 2006: Lue en The Winterling - Royal Court Theatre.
- 2010: Vivie en Mrs. Warren's Profession.

### Radio
- 2002: Concrete Cow.
- 2004: Think the Unthinkable.
- 2005: War with the Newts.
- 2005: The Party Line.
- 2005: Ed Reardon's Week.

### Películas
| Año       | Título                                      | Personaje            | Notas                    |
| --------- | ------------------------------------------- | -------------------- | ------------------------ |
| 2025 2024 | Bring Her Back Paddington in Parú           | Laura Mary Brown     |                          |
| 2023      | Wonka                                       | Missy Wonka          |                          |
| 2022      | The Lost King                               | Philippa Langley     | Protagonista             |
| 2021      | Spencer                                     | Maggie               |                          |
| 2021      | El gran Maurice                             | Jean Flitcroft       |                          |
| 2021      | A Boy Called Christmas                      | Mother Vodol         |                          |
| 2019      | Eternal Beauty                              | Jane                 | Protagonista             |
| 2019      | Godzilla: King of the Monsters              | Vivienne Graham      |                          |
| 2017      | Paddington 2                                | Mary Brown           |                          |
| 2017      | La forma del agua                           | Elisa Esposito       | Protagonista             |
| 2016      | Maudie, el color de la vida                 | Maud Lewis           |                          |
| 2015      | Stick Man M                                 | Stick Lady & others  | Rol de voz               |
| 2014      | Godzilla                                    | Vivienne Graham      |                          |
| 2014      | X+Y                                         | Julie Ellis          |                          |
| 2014      | Paddington                                  | Mary Brown           |                          |
| 2014      | How and Why                                 | Yvonne Hesselman     | Película para televisión |
| 2013      | The Phone Call                              | Heather              | Cortometraje             |
| 2013      | El doble                                    | Receptionist at Ball |                          |
| 2013      | Blue Jasmine                                | Ginger               |                          |
| 2013      | All Is Bright                               | Olga                 |                          |
| 2012      | ¡Cómo mola tu escoba!                       | Bird                 | Rol de voz               |
| 2012      | Grandes esperanzas                          | Mrs. Joe             |                          |
| 2011      | Jane Eyre                                   | Mrs. Reed            |                          |
| 2011      | Love Birds                                  | Holly                |                          |
| 2010      | Submarine                                   | Jill Tate            |                          |
| 2010      | Pago justo                                  | Rita O'Grady         |                          |
| 2010      | Nunca me abandones                          | Miss Lucy            |                          |
| 2010      | It's a Wonderful Afterlife                  | Linda / Gitali       |                          |
| 2009      | Happy Ever Afters                           | Maura                |                          |
| 2009      | Flor del desierto                           | Marilyn              |                          |
| 2009      | An Education                                | Sarah Goldman        |                          |
| 2008      | Happy-Go-Lucky                              | Poppy                | Protagonista             |
| 2007      | The Everglades                              |                      | Cortometraje             |
| 2007      | w Delta z                                   | Elly Carpenter       |                          |
| 2007      | El sueño de Casandra                        | Kate                 |                          |
| 2007      | Persuasión                                  | Anne Elliot          | Película para televisión |
| 2006      | El velo pintado                             | Mary                 | Escenas eliminadas       |
| 2006      | HG Wells' War with the World                | Rebecca West         | Película para televisión |
| 2006      | Shiny Shiny Bright New Hole in My Heart     | Nathalie             | Película para televisión |
| 2006      | Hollow China                                | Terry                | Cortometraje             |
| 2004      | Crimen organizado                           | Slasher              |                          |
| 2004      | El secreto de Vera Drake                    | Susan                |                          |
| 2004      | The Bunk Bed Boys                           | Helen                | Película para televisión |
| 2003      | The Young Visiters                          | Rosalind             | Película para televisión |
| 2003      | Promoted to Glory                           | Lisa                 | Película para televisión |
| 2003      | Byron                                       | Mary Shelley         | Película para televisión |
| 2002      | Todo o Nada                                 | Samantha             |                          |
| 2002      | Post                                        | Girl at Lampost      |                          |
| 1999      | Star Wars: Episodio I - La amenaza fantasma | Spectator            |                          |
| 1996      | Mirror, mirror...                           | Jenny                | Cortometraje             |

| Año       | Título                                | Papel                                                                  | Notas |
| --------- | ------------------------------------- | ---------------------------------------------------------------------- | --- |
| 2016      | The Hollow Crown                      | Eleanor, Duchess of Gloucester                                         | - Henry VI Part 1 (2016) |
| 2011      | Little Crackers                       | Mummy                                                                  | - Barbara Windsor's Little Cracker: My First Brassiere (2011)                                                                                     |
| 2006      | Man to Man with Dean Learner          | Documentarienne / Susan (Caller) / Marie Pising                        | - Randolph Caer (2006) ... Documentarienne - Amir Chanan (2006) ... Susan (Caller) (voice) - Steve Pising (2006) ... Marie Pising                 |
| 2003-2005 | Little Britain                        | Judy Pike's Daughter, Olivia / Kenny Craig's Girlfriend, Cathy / Cathy | - Episode #3.3 (2005) ... Judy Pike's Daughter, Olivia - Episode #2.5 (2004) ... Kenny Craig's Girlfriend, Cathy - Bath of Beans (2003) ... Cathy |
| 2005      | Fingersmith                           | Sue Trinder                                                            | - Episode #1.3 (2005) - Episode #1.2 (2005) - Episode #1.1 (2005)                                                                                 |
| 2005      | Twenty Thousand Streets Under the Sky | Ella                                                                   | - The Plains of Cement: Ella's Story (2005) - The Siege of Pleasure: Jenny's Story (2005) - The Midnight Bell: Bob's Story (2005)                 |
| 2002      | Tipping the Velvet                    | Zena Blake                                                             | - Episode #1.3 (2002) - Episode #1.2 (2002) |
| 2000      | Doctors                               | Sarah Carne                                                            | - Pretty Baby |
| 1999      | Casualty                              | Emma Lister                                                            | - To Have and to Hold |

## Premios y distinciones
Premios Óscar
| Año  | Categoría               | Película           | Resultado |
| ---- | ----------------------- | ------------------ | --------- |
| 2014 | Mejor actriz de reparto | Blue Jasmine       | Nominada  |
| 2018 | Mejor actriz            | The Shape of Water | Nominada  |

Globo de Oro
| Año  | Categoría                        | Película           | Resultado |
| ---- | -------------------------------- | ------------------ | --------- |
| 2008 | Mejor actriz - Comedia o musical | Happy-Go-Lucky     | Ganadora  |
| 2013 | Mejor actriz de reparto          | Blue Jasmine       | Nominada  |
| 2017 | Mejor actriz - Drama             | The Shape of Water | Nominada  |

Premios BAFTA
| Año  | Categoría               | Película           | Resultado |
| ---- | ----------------------- | ------------------ | --------- |
| 2013 | Mejor actriz de reparto | Blue Jasmine       | Nominada  |
| 2017 | Mejor actriz            | The Shape of Water | Nominada  |

Premios del Sindicato de Actores
| Año  | Categoría    | Película           | Resultado |
| ---- | ------------ | ------------------ | --------- |
| 2017 | Mejor actriz | The Shape of Water | Nominada  |

Premios de la Crítica Cinematográfica
| Año  | Categoría    | Película           | Resultado |
| ---- | ------------ | ------------------ | --------- |
| 2017 | Mejor actriz | The Shape of Water | Nominada  |

Satellite Awards
| Año  | Categoría                        | Película           | Resultado |
| ---- | -------------------------------- | ------------------ | --------- |
| 2008 | Mejor actriz - Musical o Comedia | Happy-Go-Lucky     | Ganadora  |
| 2013 | Mejor actriz de reparto - Drama  | Blue Jasmine       | Nominada  |
| 2017 | Mejor actriz                     | The Shape of Water | Ganadora  |

Festival de Cine de Berlín
| Año  | Categoría                     | Película       | Resultado |
| ---- | ----------------------------- | -------------- | --------- |
| 2008 | Mejor interpretación femenina | Happy-Go-Lucky | Ganadora  |